# 松平長恒
松平 長恒（まつだいら ながつね）は、江戸時代中期の大名。出羽国上山藩の第2代藩主。藤井松平家嫡流8代。

## 生涯
正徳6年（1716年）3月2日、松平信通の次男として誕生した。
享保7年（1722年）、父の死去により家督を継いだが、生来から病弱で藩政を執れなかったため、享保17年12月12日（1733年）に傍流の伊賀守家より信将を養子に迎え、家督を譲って隠居した。長恒は将軍への御目見を果たしていなかったが、親族の合意として信将への相続願いが出され、藤井松平家は由緒ある徳川（松平）家の庶流一族であることから、特例としてこの請願が認められる形となったとされる。
正室を迎えてもいないほどに、上述のように病弱であったとされるにもかかわらず、長恒は信将より18年も長生きし、安永8年（1779年）3月20日に死去した。享年64。
ただし異説として、長恒は享保13年（1728年）10月4日に13歳で病死していた、とする説がある。その後は家臣団によって長恒の影武者として家臣の子が立てられ、末期養子出願の基準となる17歳までしのいだ後に、藤井松平家の血縁の縁者への家督相続が進められた、とする説である。

## 系譜
父母
- 松平信通（父）
- 熊谷氏（母） - 側室

養子
- 松平信将 - 松平忠隆の子